# 엔페르메라스
《엔페르메라스》(스페인어: Enfermeras)은 콜롬비아의 텔레노벨라이다. 2019년 10월 13일 RCN 텔레비시온에서 처음 방송되었다.

## 출연진
- 디아나 오요스 - 마리아 클라라 곤살레스
- 세바스티안 카르바할 - 카를로스 페레스
- 비냐 마차도 - 글로리아 마요르가 모레노
- 훌리안 트루히요 - 알바로 로하스
- 루초 벨라스코 - 마누엘 알베르토 카스트로
- 니나 카이세도 - 솔 앤지 벨라스케스
- 페데리코 리베라 - 엑토르 루비아노 "코코"
- 마리아 마누엘라 고메스 - 발렌티나 두아르테 곤살레스
- 크리스티안 로하스 - 카밀로 두아르테 곤살레스